# PKZIP
PKZIP — комп'ютерна програма для архівування файлів, відома тим, що вона ввела у вжиток популярний формат файлів ZIP. Вперше PKZIP була представлена для MS-DOS на IBM-PC-сумісних комп'ютерах, в 1989 році. З тих пір були випущені версії для ряду інших архітектур та операційних систем. PKZIP був написаний Філом Кацем і продавався його компанією PKWARE, Inc.

## Історія
До 1970-х років програми для архівування файлів розповсюджувались як стандартні утиліти з операційними системами. Вони включають утиліти Unix ar, shar та tar . Ці утиліти були розроблені для збору певної кількості окремих файлів в один архівний файл для полегшення копіювання та розповсюдження. Ці архіви за бажанням можуть передаватися через утиліту компресора потоку, таку як compress та інші.
Інші архіватори також з'явилися протягом 1980-х років, включаючи ARC від System Enhancement Associates, Inc. (SEA), ZOO Rahul Dhesi, DWC Діна В. Купера, LHarc Харухіко Окомури та Харуясу Йошидзакі та ARJ, що розшифровується як «В архіві Роберта Юнга».
Про розробку PKZIP вперше було повідомлено у файлі SOFTDEV. DOC із пакета PKPAK 3.61, заявляючи, що він розробить нову, але поки не названу програму стиснення. Повідомлення було зроблено після суду між SEA та PKWARE, Inc. Хоча SEA виграло позов, вона програла війну стиснення, оскільки база користувачів перейшла на PKZIP. На чолі з BBS sysops, які відмовились приймати або пропонувати файли, стиснуті як .ARC-файли, користувачі почали переститскати будь-які старі архіви, які зберігалися в форматі .ARC в .ZIP-файли.
Перша версія була випущена в 1989 році як інструмент командного рядка DOS, що розповсюджувалася під умовно-безплатною моделлю з реєстраційною платою 25 доларів США (47 доларів США з інструкцією).

## Формат файлу ZIP
Щоб забезпечити сумісність формату ZIP, Філ Кац опублікував оригінальну Специфікацію формату файлу ZIP у файлі документації APPNOTE.TXT. PKWARE продовжувала підтримувати цей документ і періодично публікувла оновлення. Спочатку специфікація поставлялася лише в комплекті із зареєстрованими версіями PKZIP, пізніше вона стала доступна на сайті PKWARE.
Специфікація має власний номер версії, який не обов'язково відповідає номерам версій PKZIP, особливо для PKZIP 6 або пізнішої версії. У різні періоди PKWARE додає попередні функції, що дозволяють продуктам PKZIP розпаковувати архіви за допомогою розширених функцій, але продукти PKZIP, які створюють такі архіви, будуть недоступні до наступного великого випуску.